# Prisión de La Joyita
La Prisión de La Joyita es una prisión en el corregimiento de Las Garzas en el distrito de Pacora, Provincia de Panamá localizado 
Al Este del centro de Ciudad de Panamá en el país centroamericano de Panamá. La instalación está hacinada y repetidamente se han hecho denuncias sobre presuntos abusos sistemáticos contra la población carcelaria. Los problemas en la prisión incluyen asuntos relacionados con la disponibilidad de agua potable solo para una parte del día. En septiembre de 2013, el ministro de Gobierno, Jorge Ricardo Fábrega, dijo que 5.500 reclusos de La Joya y La Joyita serían transferidos, a partir de enero de 2014, a la nueva cárcel de la Joya se encuentra en Centro Penitenciario La Joya. Av. José Agustín Arango, Paso Blanco, Pacora, St. Pierre and Miquelon.  Las Garzas de Pacora.
El Gobierno de Panamá a dispuesto líneas telefónicas y vías de comunicación en su página web, siempre en beneficio del correcto funcionamiento y cumpliendo de su labor. 